# Charles Milesi
Charles Milesi (Chaumont-la-Ville, 4 marzo 2001) è un pilota automobilistico francese, vincitore nel 2021 della 24 Ore di Le Mans e del Campionato WEC nella categoria LMP2 con il Team WRT.

## Carriera

### Kart e i primi anni in monoposto
Nel 2009 Milesi inizia la sua carriera nel karting, arriva secondo nel campionato francese di karting nel 2013. Tra il 2014 e il 2016 partecipa al Campionato del Mondo WSK e al campionato FIA europeo. Nel 2015 ottiene il suo miglior risultato arrivando secondo nella WSK Final Cup.

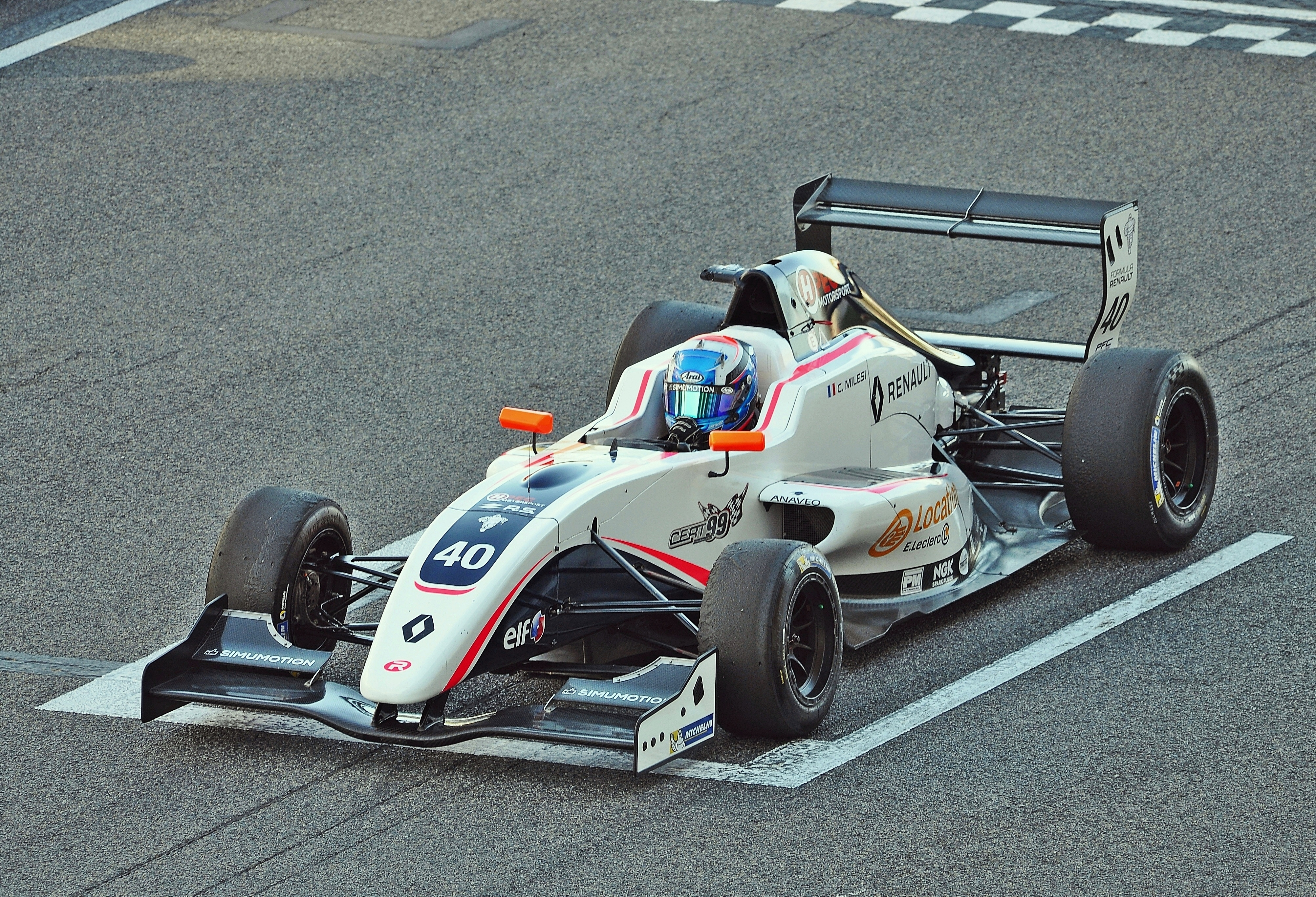
Chares Milesi in Formula Renault 2.0

Dopo gli ottimi risultati in kart nel 2017 passa alle corse in monoposto, gareggiando nella Formula 4 francese e con il team R-ace GP nella Formula Renault. Dopo un anno complicato, nel 2018 continua a correre nella Formula Renault dove vince due gare, tra cui una sul circuito di Monaco, e chiude settimo in classifica. Lo steso anno corre anche nella Toyota Racing Series dove conquista un podio e chiude undicesimo.

### Corse in Giappone
Nel 2019 lascia l'Europa per andare a correre nella Formula 3 giapponese con il team YTB unito alla Carlin. Alla decima gara sul circuito di Sugo è coinvolto in un incidente che lo costringe a saltare cinque gare. Chiude la stagione al nono posto in classifica. Per Milesi il 2020 è un anno complicato: a causa della pandemia di COVID-19 non ha la possibilità di iniziare la stagione in Giappone, il francese deve aspettare la quarta gara gara stagionale ad Autopolis per esordire nella Super Formula. Dopo tre gare nella serie giapponese senza ottimi risultati Milesi decide di concentrarsi solo sulle corse endurance.

### Endurance

#### 2020: Primi passi
Nel 2019, al termine della 8 Ore del Bahrain, viene organizzato un rookie test sul circuito. Charles Milesi ha l'opportunità di fare i suoi primi giri alla guida di un prototipo LMP2 per il team olandese Racing Team Nederland. L'anno seguente, a causa del ritiro di Alexandre Cougnaud, il pilota francese ha l'opportunità di partecipare alla 24 Ore di Le Mans con il team SO24-HAS By Graff alla guida di una Oreca 07 nella categoria LMP2. Sfortunatamente l'equipaggio non riesce a vedere la bandiera a scacchi a seguito di un'uscita di pista nell'ultima ora di gara quando James Allen era al volante.
Lo stesso anno Milesi ha un'altra opportunità di salire in auto, corre la 4 Ore di Monza (ELMS) con il team americano DragonSpeed USA. Questa gara va nel migliore dei modi in quanto l'equipaggio chiude in 3ª posizione, ma la vettura viene squalificata a fine gara a causa dell'altezza del diffusore non conforme.

#### 2021: Vittoria del WEC e 24 Ore di La Mans LMP2
Nel 2021, Charles Milesi inizia la stagione con una partecipazione alla 24 Ore di Daytona (IMSA) nella categoria LMP2, con il Dutch Racing Team Nederland e come compagni di squadra i piloti olandesi Giedo van der Garde, Frits van Eerd e Job van Uitert. L'equipaggio si qualifica quarto, ma in gara retrocedono fino all'ottavo posto.
Milesi viene scelto insieme a Robin Frijns e Ferdinand Habsburg dal Team WRT per correre nella categoria LMP2 del Campionato del mondo endurance. A Monza l'equipaggio conquista la pole e conquista il suo primo podio arrivando secondi al traguardo. Nelle tre gare rimanenti il team fa bottino pieno con tre vittorie, tra le quali anche la 24 Ore di Le Mans. L'equipaggio si laurea campione nella propria categoria davanti al team Jota formato da Sean Gelael, Tom Blomqvist e Stoffel Vandoorne.

#### 2022: Test Hypercar e Richard Mille Racing Team

Charles Milesi durante la 24 Ore di Le Mans

Charles Milesi ha opportunità di guidare la Hypercar del team Toyota Gazoo Racing durante i test pre-stagionali in Bahrain. Ma per la stagione 2022 rimane nella classe LMP2 cambiando team, passa al Richard Mille Racing Team insieme a Lilou Wadoux e al otto volte campione del mondo di rally, Sébastien Ogier. La stagione è più complicata della precedente e il pilota francese chiude dodicesimo in classifica di classe.

#### 2023: Pilota Alpine LMP2
Per la stagione 2023, Milesi passa al Alpine ELF Team correndo ancora nella classe LMP2 insieme a Matthieu Vaxivière e Julien Canal. Dopo le prime corse complicate arriva il terzo posto alla 24 Ore di Le Mans e il secondo posto alla 6 Ore di Monza.

#### 2024: Pilota Alpine Hypercar
Per la stagione 2024 rimane legato al team Alpine passando nella classe Hypercar del WEC. Lo stesso anno prende parte anche alla European Le Mans Series nella classe LMP2 con il team Panis Racing insieme ad Arthur Leclerc e Manuel Maldonado.

## Risultati
| Stagione | Serie                    | Team                      | Gare | Vittorie | Pole | G/Veloci | Podi | Punti | Pos. |
| -------- | ------------------------ | ------------------------- | ---- | -------- | ---- | -------- | ---- | ----- | ---- |
| 2017     | Formula 4 francese       | FFSA Academy              | 18   | 4        | 2    | 4        | 7    | 118   | 7°   |
| 2017     | Formula Renault NEC      | R-ace GP                  | 11   | 1        | 0    | 0        | 3    | 97    | 6°   |
| 2017     | Formula Renault Eurocup  | R-ace GP                  | 5    | 0        | 0    | 0        | 0    | 0     | NC†  |
| 2018     | Formula Renault Eurocup  | R-ace GP                  | 20   | 2        | 2    | 2        | 4    | 122.5 | 7°   |
| 2018     | Formula Renault NEC      | R-ace GP                  | 4    | 0        | 1    | 1        | 1    | 0     | NC†  |
| 2018     | Toyota Racing Series     | MTEC Motorsport           | 15   | 0        | 0    | 0        | 1    | 504   | 11°  |
| 2019     | F3 giapponese            | YTB con Carlin            | 15   | 0        | 0    | 0        | 0    | 13    | 9°   |
| 2020     | Super Formula            | Buzz Racing con B-Max     | 3    | 0        | 0    | 0        | 0    | 0     | 21°  |
| 2020     | 24 Ore di Le Mans - LMP2 | SO24-HAS con Graff        | 1    | 0        | 0    | 0        | 0    | N/A   | DNF  |
| 2020     | European Le Mans Series  | DragonSpeed USA           | 1    | 0        | 0    | 0        | 0    | 0     | NC   |
| 2021     | WEC - LMP2               | Team WRT                  | 6    | 3        | 1    | 0        | 4    | 151   | 1°   |
| 2021     | 24 Ore di Le Mans - LMP2 | Team WRT                  | 1    | 1        | 0    | 0        | 1    | N/A   | 1°   |
| 2021     | European Le Mans Series  | Cool Racing               | 2    | 0        | 2    | 2        | 0    | 22    | 17°  |
| 2021     | IMSA - LMP2              | Racing Team Nederland     | 1    | 0        | 0    | 0        | 0    | 8     | NC   |
| 2022     | WEC - LMP2               | Richard Mille Racing Team | 6    | 0        | 0    | 0        | 0    | 30    | 12°  |
| 2023     | WEC - LMP2               | Alpine ELF Team           |      |          |      |          |      |       | *    |

* Stagione in corso.

### Risultati completi WEC
| Anno    | Squadra                   | Classe   | Vettura         | SPA | ALG | MNZ | LMS | BHR | BHR |     |     | Punti | Pos. |
| ------- | ------------------------- | -------- | --------------- | --- | --- | --- | --- | --- | --- | --- | --- | ----- | ---- |
| 2021    | Team WRT                  | LMP2     | Oreca 07-Gibson | 10  | 4   | 2   | 1   | 1   | 1   |     |     | 151   | 1°   |
| Anno    | Squadra                   | Classe   | Vettura         | SEB | SPA | LMS | MON | FUJ | BHR |     |     | Punti | Pos. |
| 2022    | Richard Mille Racing Team | LMP2     | Oreca 07-Gibson | 12  | 8   | 6   | Rit | 8   | 8   |     |     | 30    | 12°  |
| Anno    | Squadra                   | Classe   | Vettura         | SEB | ALG | SPA | LMS | MON | FUJ | BHR |     | Punti | Pos. |
| 2023    | Alpine ELF Team           | LMP2     | Oreca 07        | 8   | 9   | 7   | 3   | 2   | 5   | 7   |     | 83    | 7°   |
| Anno    | Squadra                   | Classe   | Vettura         | QAT | IMO | SPA | LMS | SÃO | COA | FUJ | BHR | Punti | Pos. |
| 2024    | Alpine Endurance Team     | Hypercar | Alpine A424     | 7   | 13  | 9   | Rit | 12  | 5   | 7   | 9   | 30    | 17°  |
| Anno    | Squadra                   | Classe   | Vettura         | QAT | IMO | SPA | LMS | SÃO | COA | FUJ | BHR | Punti | Pos. |
| 2025    | Alpine Endurance Team     | Hypercar | Alpine A424     | 13  | 14  | 8   | 8   |     |     |     |     | 12*   |      |
| Legenda |                           |          |                 |     |     |     |     |     |     |     |     |       |      |

* Stagione in corso.

### Risultati nell'ELMS
| Anno    | Squadra          | Classe | Vettura  | BAR | LEC | IMO | SPA | MUG | ALG | Punti | Pos. |
| ------- | ---------------- | ------ | -------- | --- | --- | --- | --- | --- | --- | ----- | ---- |
| 2024    | Panis Racing     | LMP2   | Oreca 07 | 5   | 8   | 1   | 6   | 4   | 12  | 61    | 5°   |
| Anno    | Squadra          | Classe | Vettura  | BAR | LEC | IMO | SPA | SIL | ALG | Punti | Pos. |
| 2025    | VDS Panis Racing | LMP2   | Oreca 07 | 2   |     |     |     |     |     | 18*   |      |
| Legenda |                  |        |          |     |     |     |     |     |     |       |      |

*Stagione in corso.

### Risultati 24 ore di Le Mans
| Anno | Team                      | Co-Piloti                           | Auto            | Classe   | Giri | Pos. | Classe Pos. |
| ---- | ------------------------- | ----------------------------------- | --------------- | -------- | ---- | ---- | ----------- |
| 2020 | SO24-HAS By Graff         | Vincent Capillaire James Allen      | Oreca 07-Gibson | LMP2     | 357  | DNF  | DNF         |
| 2021 | Team WRT                  | Robin Frijns Ferdinand Habsburg     | Oreca 07-Gibson | LMP2     | 363  | 6°   | 1°          |
| 2022 | Richard Mille Racing Team | Lilou Wadoux Sébastien Ogier        | Oreca 07-Gibson | LMP2     | 366  | 13°  | 9°          |
| 2023 | Alpine ELF Team           | Matthieu Vaxivière Julien Canal     | Alpine A470     | LMP2     | 326  | 12º  | 4º          |
| 2024 | Alpine Endurance Team     | Paul-Loup Chatin Ferdinand Habsburg | Alpine A424     | Hypercar | 75   | DNF  | DNF         |
| 2025 | Alpine Endurance Team     | Paul-Loup Chatin Ferdinand Habsburg | Alpine A424     | Hypercar | 385  | 9°   | 9°          |